# Anton Forti

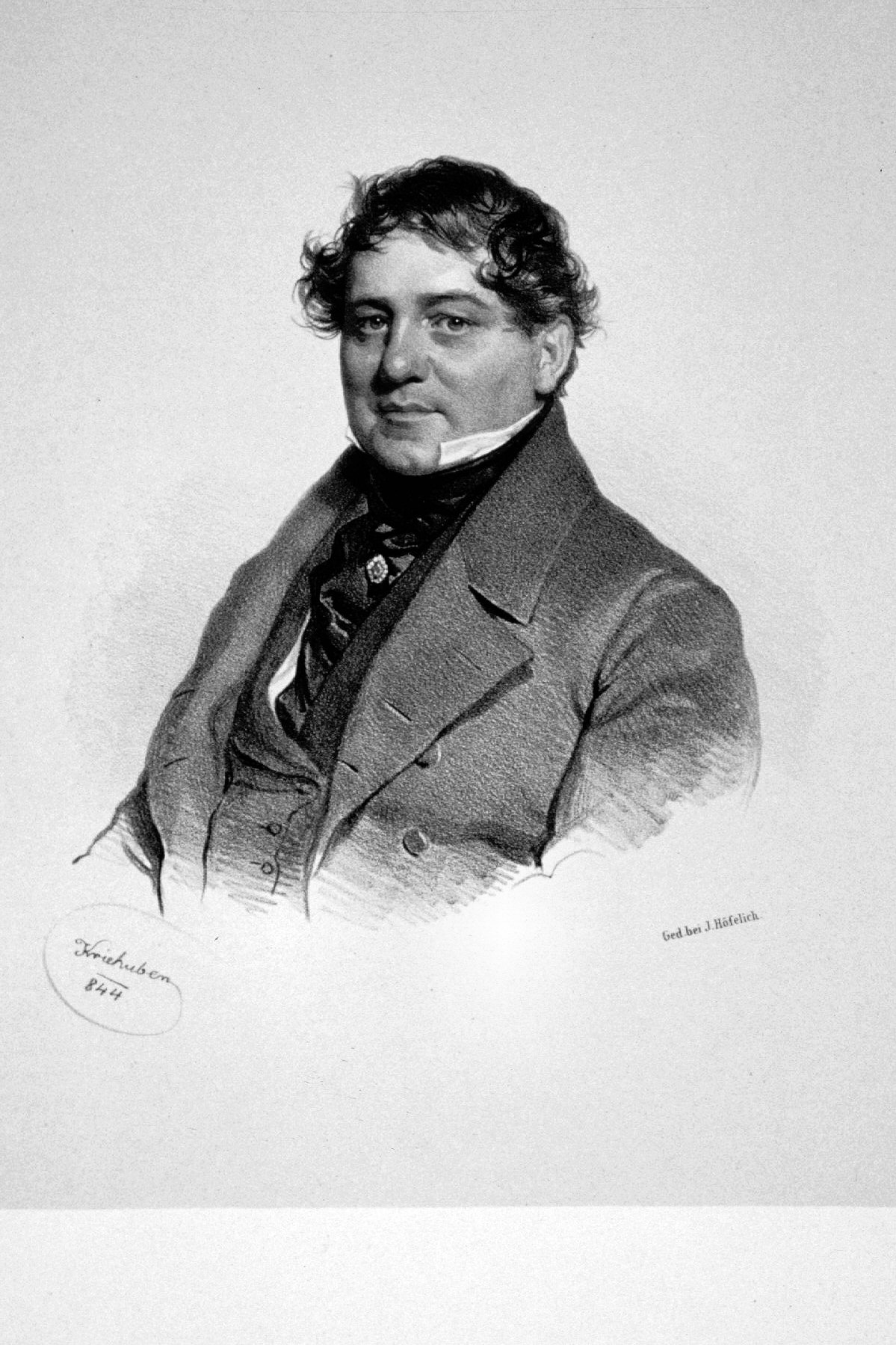
Anton Forti, Lithographie von Joseph Kriehuber, 1844

Anton Forti (* 8. Juni 1790 in Wien; † 16. Juli 1859 ebenda) war ein österreichischer Opernsänger (Bariton) und Bratschist, Kammersänger in der Fürstlich Eszterházy′schen Kapelle.

## Leben
Forti begann seine Karriere als Bratscher im Orchester des Theater an der Wien. 1808 wurde er von dem Fürsten Esterházy für sein Theater in Eisenstadt engagiert. Vom 9. Mai 1814 bis 1829 sowie vom 10. Februar 1838 bis 1842 gehörte er schließlich zum Ensemble des Kärntnertor-Theaters in Wien.
Zu seinen bedeutendsten Rollen gehörten die Titelpartie im Don Giovanni, der Graf in Le nozze di Figaro und der Sarastro in der Zauberflöte.
Am 18. Juli 1814 übernahm Forti auf ausdrücklichen Wunsch von Ludwig van Beethoven die Rolle des Pizarro im Fidelio, da dem Komponisten die Stimme von Johann Michael Vogl, der die Partie bei der Wiederaufführung der Oper am 23. Mai 1814 gesungen hatte, nicht stark genug erschien. Er übernahm die Rolle auch bei der Neuinszenierung, die am 22. November 1822 mit Wilhelmine Schröder-Devrient in der Titelpartie Premiere hatte.
Beethoven schätzte Forti auch als Konzertsänger, so dass dieser am 29. November 1814 bei der Uraufführung der Kantate Der glorreiche Augenblick mitwirkte. Ursprünglich wollte er Forti auch das Bass-Solo bei der Uraufführung der 9. Sinfonie am 7. Mai 1824 anvertrauen, das dann jedoch Joseph Seipelt übernahm.
Bei der Uraufführung von Carl Maria von Webers Oper Euryanthe am 25. Oktober 1823 verkörperte Forti die Figur des Lysiart.

## Familie
Forti heiratete am 17. Februar 1814 die Sängerin Henriette Theimer (1796–1818), eine Tochter des Oboisten Philipp Theimer, für den Beethoven mehrere Werke komponierte. 1816 beantragte Henriette Fortis Vater Philipp Teimer die Scheidung seiner Tochter von Tisch und Bett. Fortis Gebeine wurden 1923 in den Gräberhain des heutigen Waldmüllerparks transferiert. Sein dortiges Grab ist heute verschollen.